# Lorenzo Rodríguez
Lorenzo Rodríguez (Guadix, España, 22 de agosto de 1701–Ciudad de México, Nueva España, 3 de julio de 1774) fue un arquitecto barroco español que se estableció en el Virreinato de Nueva España.

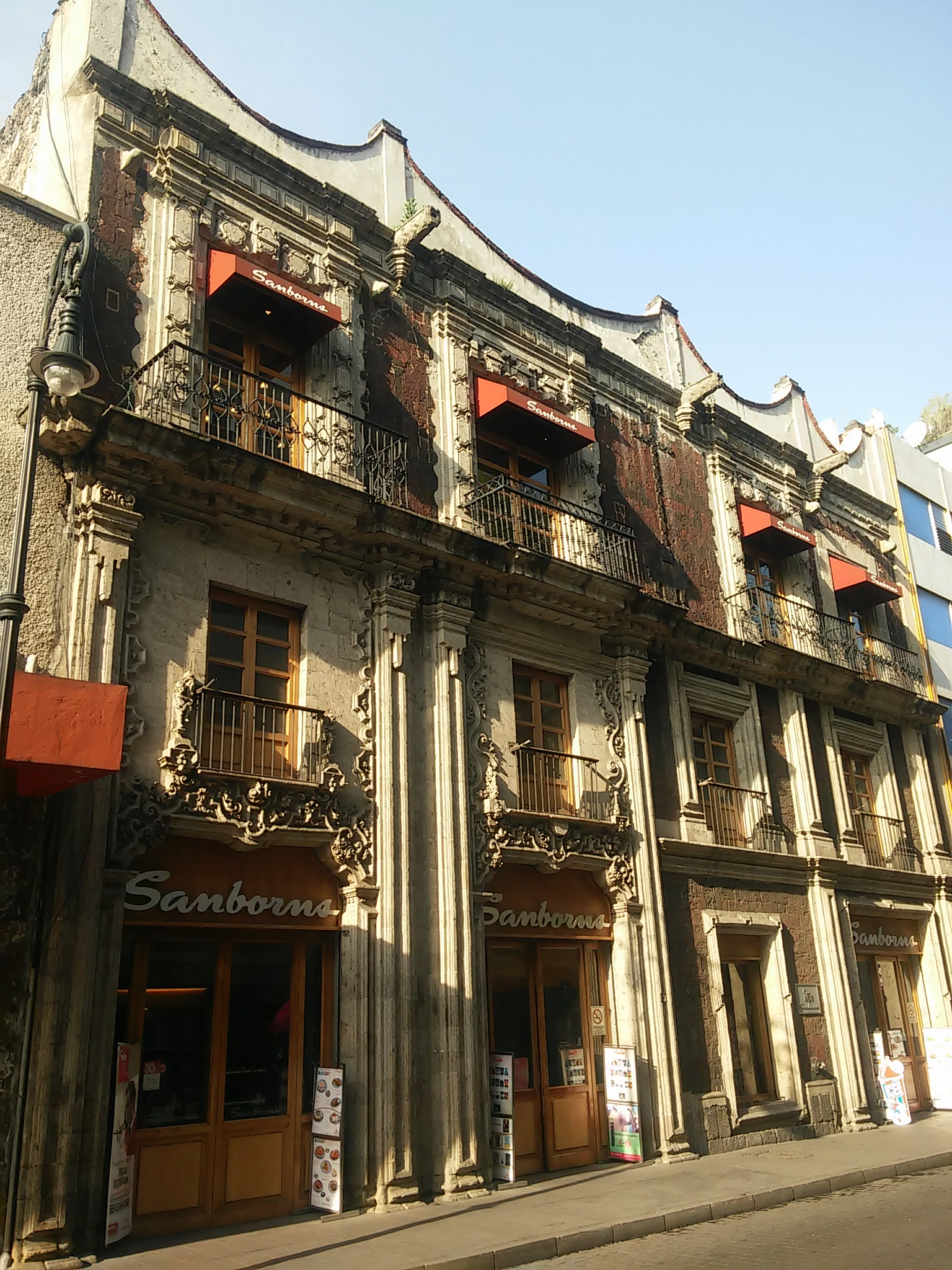
Casa de los Condes de san Bartolomé de Xala

## Biografía
Su formación corrió de la mano de su padre, quien fue el Maestro Mayor en el obispado de Guadix. Trabajó en Cádiz junto a Vicente Acero, arquitecto de la Catedral de dicha ciudad. Estuvo trabajando tanto en Granada como en Sevilla, siendo en esta última donde debió conocer la obra de Jerónimo de Balbás Furibunda Fantasía, desaparecida actualmente, en el retablo del sagrario de la Catedral hispalense; además, también se vio influido por la arquitectura barroca andaluza de tendencia polícroma de la familia de los Figueroa.
Su llegada al Nuevo Mundo, más concretamente a Nueva España, se produjo en 1731, donde trabajó como arquitecto, no sin antes acreditar sus conocimientos, adquiriendo el título de Maestro del gremio de arquitectos en 1740. Se convertiría en Vehedor dentro del citado gremio. Su aprendiz más destacado fue Francisco Antonio de Guerrero y Torres.
Murió gozando aún del clamor de la corte virreinal.
Dentro de su producción mexicana hay que destacar la fachada del antiguo colegio jesuita de San Ildefonso, en la Ciudad de México, realizada en 1740. En ella, empleó el estípite como si se hubiera tratado de pilastras pareadas que flanquearan la portada de acceso. Presenta una decoración a base de molduras horizontales. Todo esto podemos entenderlo como una aproximación a los retablos de los templos novohispanos, en su derroche de fantasía.

## Obras
Entre sus obras en la Ciudad de México se cuentan:
- El Sagrario de la Catedral Metropolitana.
- El palacio de los Condes de San Bartolomé de Xala (Venustiano Carranza).
- Casas del Marquesado del Valle de Oaxaca (1772) con Francisco Guerrero y Torres y José Joaquín García de Torres.[2]
- El palacio de los Condes de Rábago, que originalmente era adyacente al de los Condes de San Mateo Valparaíso, sobre la calle de Venustiano Carranza (actualmente se ubica en la Plaza Carlos Pacheco no. 21). Hoy es la sede de la Academia Mexicana de la Historia.
- Colegio de San Ildefonso (la fachada de la calle de San Ildefonso, pues la que se ubica en la calle Justo Sierra, es en realidad la parte posterior del edificio).
- Capilla de la Balvanera, en el templo de San Francisco.[3]
- Capilla del Rosario, en el Templo de Santo Domingo (Desaparecida).
- El Hospital de Pobres y Convalecientes de Nuestra Señora de Belén (en la esquina de las calles Tacuba y Bolívar).
- Fachada de la Capilla del Colegio de las Vizcaínas.